# Herbert Hoover

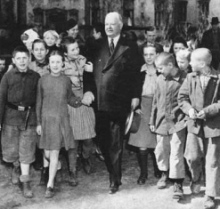
Herbert Hoover z polskimi dziećmi, którym pomagał, Warszawa, 2 kwietnia 1946

Herbert Clark Hoover (ur. 10 sierpnia 1874 w West Branch w stanie Iowa, zm. 20 października 1964 w Nowym Jorku) – amerykański polityk, 31. prezydent Stanów Zjednoczonych, działacz Partii Republikańskiej.

## Dzieciństwo i młodość
Herbert Clark Hoover urodził się 10 sierpnia 1874 r. w West Branch, jako syn kowala Jesse’ego Clarka Hoovera i pastorki Huldy Randall Minthor. Przyszły prezydent w wieku ośmiu lat został sierotą, a nim i jego rodzeństwem zaopiekowali się wujowie i ciocie mieszkający na pobliskich farmach. Następnie przeniósł się do Oregonu, gdzie ukończył szkołę, dorabiając w międzyczasie jako kierownik młyna i reporter lokalnej gazety. W 1891 roku wyjechał do Kalifornii i wstąpił na Uniwersytet Stanforda. Po czterech latach uzyskał stopień bakałarza z geologii.

## Kariera zawodowa

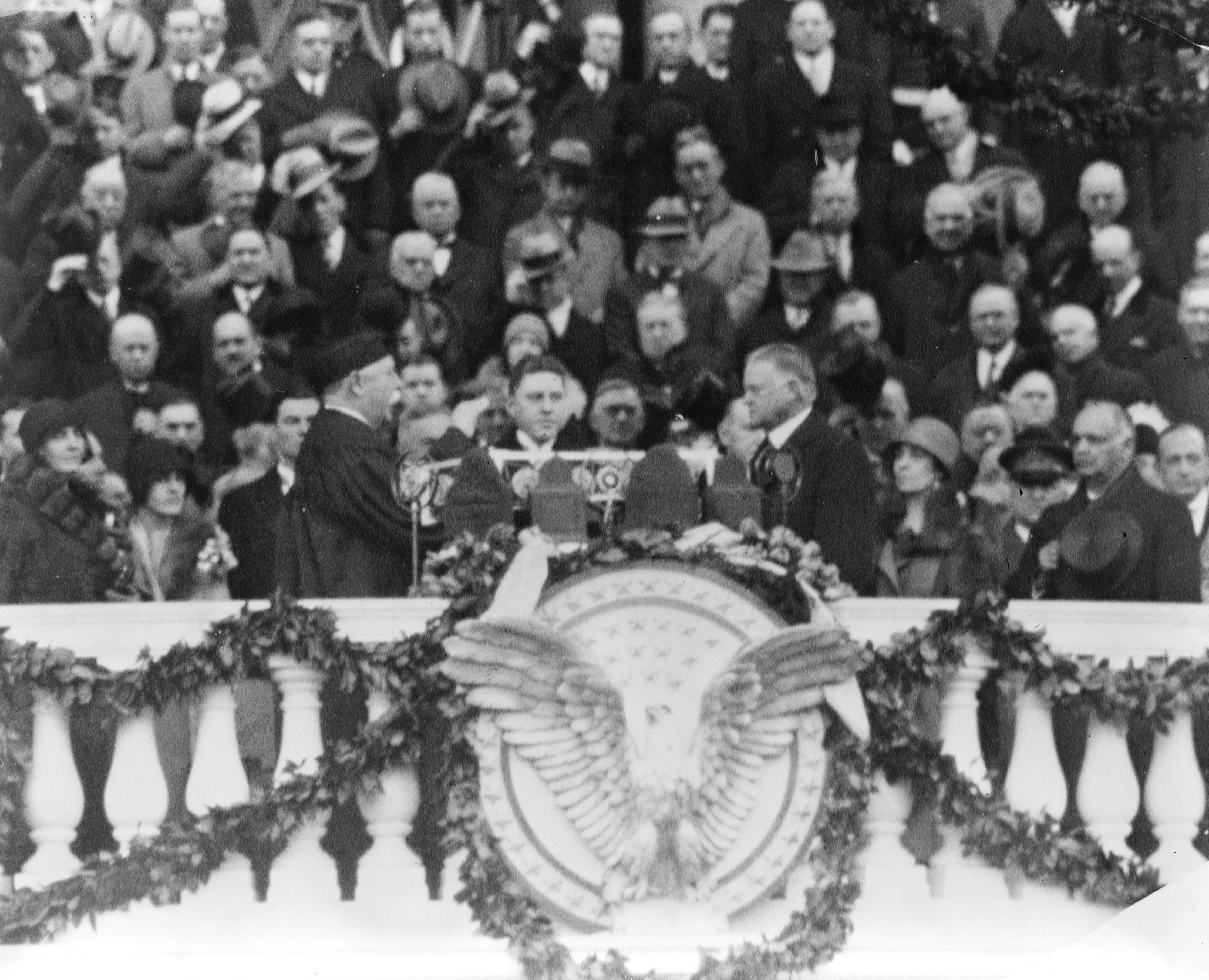
Zaprzysiężenie Herberta C. Hoovera na 31. prezydenta Stanów Zjednoczonych (4 marca 1929).

Następnie pracował w kopalniach złota w Grass City, potem w San Francisco, a w 1895 roku zatrudnił się w Bewick, Morcing and Company of London. Pracując w tej firmie, był konsultantem w Europie, Azji i Australii. W wyniku powstania bokserów w Chinach udało mu się wykupić akcje Chinese Engineering and Mining Company dla swojej macierzystej firmy. W czasie I wojny światowej objął przewodnictwo nad Komisją Pomocy w Anglii i Belgii, której zadaniem było m.in. dostarczanie żywności. Dzięki prezydentowi Wilsonowi, w 1917 roku Hoover został przewodniczącym Food Administration. W 1919 roku zostało to przekształcone w Administrację Pomocy Amerykańskiej, która nadal pomagała krajom europejskim w czasach powojennych, a w latach 1921–1923 dostarczała żywność Rosji Radzieckiej.

## Kariera polityczna
Pomimo że był zwolennikiem Wilsona i Ligi Narodów, wstąpił do Partii Republikańskiej, a w 1920 roku jego nazwisko pojawiło się w kontekście ewentualnej nominacji prezydenckiej. Wybory prezydenckie wygrał wówczas Warren Harding, który mianował Hoovera sekretarzem handlu. W tym czasie ustalił 12-godzinny system pracy w hutach, uregulował działalność linii lotniczych i sieci radiowych, a także dbał o interesy gospodarcze Stanów Zjednoczonych za granicą. Sprzeciwiał się natomiast budowaniu przez rząd hydroelektrowni – uważał, że należy to do sektora prywatnego, czym zaskarbił sobie przychylność wielkiego kapitału. Na stanowisku sekretarza handlu pozostał także w administracji Calvina Coolidge’a, jako jedyny niewymieniony członek ze skorumpowanego gabinetu Hardinga.
W 1928 roku, gdy Coolidge oświadczył, że nie będzie ubiegał się o reelekcję, kandydowanie zaproponowano Hooverowi. Konwencja republikanów odbyła się w dniach 12–15 czerwca 1928 r. w Kansas City, gdzie Hoover otrzymał nominację w pierwszym głosowaniu. Nominację wiceprezydencką uzyskał Charles Curtis. Kontrkandydatem Hoovera z ramienia Partii Demokratycznej został Al Smith. Republikanin otrzymał przeszło 21 milionów głosów powszechnych, czyli o 6 milionów więcej od demokraty. W Kolegium Elektorów na Hoovera oddano 444 głosy wobec 87 dla Smitha.

## Prezydentura
Jeszcze w czasie kampanii wyborczej i krótko po objęciu urzędu Hoover zapewniał, że poziom koniunktury w Stanach Zjednoczonych jest wysoki. Jednakże 24 października 1929, czyli siedem miesięcy od zaprzysiężenia, miał miejsce Czarny czwartek, który zapoczątkował Wielki kryzys. Tego dnia sprzedano ponad 12 milionów akcji po zaniżonych cenach. Pięć dni później, miał miejsce jeszcze gorszy dzień dla giełdy Wall Street. Produkcja przemysłowa w Stanach Zjednoczonych zmniejszyła się o 46%, a kryzys dotknął także inne kraje kapitalistyczne, m.in. Wielką Brytanię, Cesarstwo Japonii czy Republikę Weimarską. Znacznie podniósł się także wskaźnik bezrobocia. Hoover składał wiele obietnic zażegnania kryzysu gospodarczego, omawiając projekty działania z przedstawicielami wielkiego kapitału, lecz były one w większości bez pokrycia. Zgodnie ze swoimi konserwatywnymi przekonaniami i poparciem biznesu starał się jedynie zmobilizować inwestycje stanowe i federalne. Pod koniec 1930 r. sprzeciwił się pomysłowi robót publicznych, a na początku 1931 r. zaproponował pomoc federalną, która jednak była zbyt niska, by ruszyć gospodarkę z miejsca. Sprzeciwił się wprowadzeniu zasiłków dla bezrobotnych i wypowiadał się krytycznie na temat ingerencji administracji centralnej w sprawy biznesu, zasłaniając się przepisami Konstytucji Stanów Zjednoczonych. Twierdził, że jedyną sytuacją, która usprawiedliwiłaby interwencjonizm była groźba śmierci głodowej. Pod koniec 1931 roku pojawiły się w kraju marsze głodowe, a pół roku później armia weteranów, zwana Bonus Army, dokonała marszu na Waszyngton, żądając wypłaty obiecanych świadczeń. Bonus Army rozpoczęła okupację kilku budynków federalnych, a następnie została rozpędzona przez wojsko, dowodzone przez generała Douglasa MacArthura. Dopiero na początku 1932 r. zaczęto rozdzielać datki żywnościowe dla najbardziej potrzebujących.
W ramach nieskutecznych działań rządu Hoover powołał Reconstruction Finance Corporation, zajmującą się udzielaniem pożyczek władzom lokalnym. Drugą powołaną organizacją była Nadzwyczajna Komisja ds. Bezrobocia (utworzona w 1930 roku, gdy stopa bezrobocia sięgnęła 11%), której zadaniem było wspomożenie bezrobotnych ze środków pochodzących od prywatnych przedsiębiorców. Hoover podpisał także ustawę Wagnera-Grahama, zakładającą projekt robót publicznych, jednak na zbyt ograniczoną skalę, by mógł on poprawić sytuację społeczeństwa. Budowano wówczas osiedla dla ubogich i bezrobotnych, a jedno z największych powstało w Riverside Park w Nowym Jorku. Prezydent apelował do farmerów o ograniczenie produkcji rolnej i do kapitalistów o pomoc charytatywną dla potrzebujących, lecz nie potrafił przełamać swojego konserwatyzmu i przeznaczyć środków na uzdrowienie gospodarki i pomoc dla społeczeństwa.
Kryzys miał także walny wpływ na sytuację międzynarodową i politykę zagraniczną USA. Utrudniło to zwłaszcza spłacanie długów wojennych. W Stanach Zjednoczonych miała wówczas miejsce kampania antyprotekcjonistyczna, lecz Hoover zamiast obniżyć taryfy celne, jeszcze je zwiększył poprzez podpisanie ustawy Hawleya–Smoota w 1930 roku. W odpowiedzi na to inne kraje też podwyższyły stawki celne, zamykając się na eksport amerykański, co spowodowało gwałtowny spadek handlu międzynarodowego. Prezydent zaproponował dłużnikom roczne moratorium. Była to głównie pomoc dla Niemiec, które dodatkowo spłacały reparacje wojenne. Większość krajów zgodziła się na taką propozycję, jedynie Republika Francuska wyrażała wobec niej pewne wątpliwości. W 1932 roku odbyła się konferencja w Lozannie, gdzie omawiano sytuację dłużniczą po upływie moratorium, jednak Stany Zjednoczone nie wzięły w niej udziału. Rok później, gdy odroczenie spłat dobiegło końca, kraje nadal nie były w stanie spłacić długów.
Również w 1930 roku zwołano kolejną konferencję, mającą podejmować kroki w celu dalszego ograniczenia sił morskich – kontynuacji paktu Kellogga–Brianda. Spotkanie odbyło się w Londynie, a stronę amerykańską reprezentował sekretarz stanu Henry Stimson. Ustalono tam kolejne ograniczenia w tonażu okrętów podwodnych i krążowników oraz przedłużono moratorium na budowę ciężkich statków o kolejne 5 lat. Układ został podpisany 22 kwietnia 1930 r., a 21 lipca Kongres amerykański go ratyfikował. Królestwo Włoch, Republika Francuska i Cesarstwo Japonii odmówiły jednak przyjęcia paktu. Dwa lata później odbyła się w Genewie kolejna konferencja rozbrojeniowa, która miała obradować na temat redukcji sił lądowych. Delegacja amerykańska nadal upierała się przy ograniczeniu sił morskich. W kwestii sił lądowych zaproponowała wyłącznie ograniczenie wszystkich zbrojeń lądowych o 1/3, na co stanowczo nie zgodziła się Francja.
Na początku lat 30. XX w. Stany Zjednoczone usiłowały przeciwdziałać polityce ekspansjonistycznej Cesarstwa Japonii na kontynencie azjatyckim, zwłaszcza w kontekście agresji w Chinach (incydent mukdeński). W 1931 roku japońskie wojska wkroczyły do Mandżurii, na co sekretarz stanu zareagował prośbą o nałożenie sankcji. Hoover sprzeciwił się temu pomysłowi, ograniczając się do potępienia Cesarstwa. Zgodził się jednak, by konsul amerykański w Genewie uczestniczył w posiedzeniu Rady Ligi Narodów, pilnując, by ustalenia były zgodne z treścią paktu Kellogga–Brianda. Izolacjoniści amerykańscy zaprotestowali przeciw takiemu pomysłowi, obawiając się sformalizowania współpracy z Ligą. W listopadzie 1931 r. Rada Ligi i Henry Stimson wystosowali noty dyplomatyczne, zalecające Japonii powstrzymanie agresji w Chinach, lecz Cesarstwo odmówiło. Wobec tego na następnym spotkaniu Rady Ligi Narodów, odbywającym się w Paryżu, były wiceprezydent Charles Gates Dawes wystąpił w roli mediatora. Ponieważ misja zakończyła się niepowodzeniem, zaczęto ponownie rozważać nałożenie sankcji. Chcąc jednak uniknąć zaognienia konfliktu i wywołania ewentualnej wojny, Hoover ponownie odmówił. 10 grudnia powołano specjalną, pięcioosobową komisję pod przewodnictwem Victora Bulwer-Lyttona, której zadaniem było ustalenie rozwiązania kompromisowego. Wkrótce potem prezydent stwierdził, że nie uzna żadnego układu zawartego pod presją wojskową, a także żadnego porozumienia, które będzie godzić w interesy amerykańskie i będzie sprzeczne z paktem Kellogga–Brianda. Te tezy stały się podstawą doktryny Hoovera–Stimsona. W lutym 1932 r. Stany Zjednoczone podjęły kolejne próby rozjemcze, lecz one także zakończyły się fiaskiem, między innymi z powodu niechęci Wielkiej Brytanii do współpracy. Wobec sprzecznych interesów, 18 lutego Cesarstwo Japońskie powołało marionetkowe państwo Mandżukuo. Pięć dni później Stimson odwołał się do ustaleń konferencji waszyngtońskiej z 1922 roku, lecz Japonia zignorowała groźby. Po półrocznej pracy swój raport złożyła komisja Lyttona. Zawarła w nim twierdzenie, że utworzenie państwa Mandżukuo jest niezgodne z wolą lokalnej ludności i powinno być oddane w zarząd komisaryczny Chin, zachowując autonomię lokalną. Liga Narodów przyjęła raport w lutym 1933 roku, co skutkowało oprotestowaniem go przez Cesarstwo Japonii i wystąpieniem z Ligi.
Hoover był krytycznie nastawiony do ZSRR i chciał kontynuacji polityki nieuznawania tego kraju. Mimo to doszło do pewnego ocieplenia stosunków gospodarczych. 18 kwietnia 1929 r. senator Borah przedstawił w Izbie Reprezentantów projekt uchwały uznania ZSRR. Zdecydowanym przeciwnikiem takiego rozwiązania był sekretarz stanu, twierdząc, że nie zamierza zmieniać polityki wobec Sowietów. Stimsona popierały koła biznesu, a część z nich żądała wprowadzenia embarga na produkty radzieckie. 13 sierpnia prezydent udzielił wywiadu, w którym podkreślił, że chce zniszczenia ZSRR.
Przed zbliżającymi się wyborami prezydenckimi w 1932 roku Hoover znacząco stracił na popularności. Mimo tego, Partia Republikańska wysunęła jego kandydaturę na konwencji w Chicago. Jego głównym przeciwnikiem był Franklin Delano Roosevelt. Kandydat demokratów uzyskał w głosowaniu powszechnym blisko 23 miliony głosów wobec niecałych 16 milionów dla urzędującego prezydenta. Hoover zwyciężył jedynie w sześciu stanach, podczas gdy Roosevelt – w czterdziestu dwóch.

## Emerytura i śmierć
Po opuszczeniu Białego Domu Hoover zamieszkał w Palo Alto, gdzie pracował w Instytucie Wojny, Rewolucji i Pokoju. Publicznie krytykował program rooseveltowskiego Nowego Ładu. Na przełomie lat 30. i 40. XX w. był przeciwnikiem sankcji wobec państw faszystowskich i nie chciał, by Stany Zjednoczone dołączyły do II wojny światowej. Sprzeciwiał się także jakiejkolwiek współpracy z ZSRR. W 1941 roku krytykował Roosevelta za zbrojenie statków handlowych, zamiast ich wycofania. Popierał decyzje podjęte na konferencji jałtańskiej, jednakże nie zgadzał się na użycie broni atomowej rok później. Tuż po zakończeniu wojny, z inicjatywy prezydenta Trumana objął przewodnictwo nad Komisją Hoovera, zajmującą się reorganizacją władzy wykonawczej. W 1946 r. jako specjalny wysłannik prezydenta do spraw pomocy humanitarnej dla Europy odwiedził m.in. Warszawę.
Jako były prezydent często gościł na konwencjach republikańskich aż do 1964 roku. Zmarł 20 października 1964 r. w Nowym Jorku.

## Życie prywatne
Herbert Hoover poślubił Lou Henry 10 lutego 1899 roku w Monterey. Para miała dwóch synów: Herberta i Allana, urodzonych w 1903 i 1907 roku. Hoover był kwakrem.